# Otumba scapularis
Otumba scapularis är en insektsart som beskrevs av Morse 1900. Otumba scapularis ingår i släktet Otumba och familjen torngräshoppor. Inga underarter finns listade i Catalogue of Life.